# Technika high-key

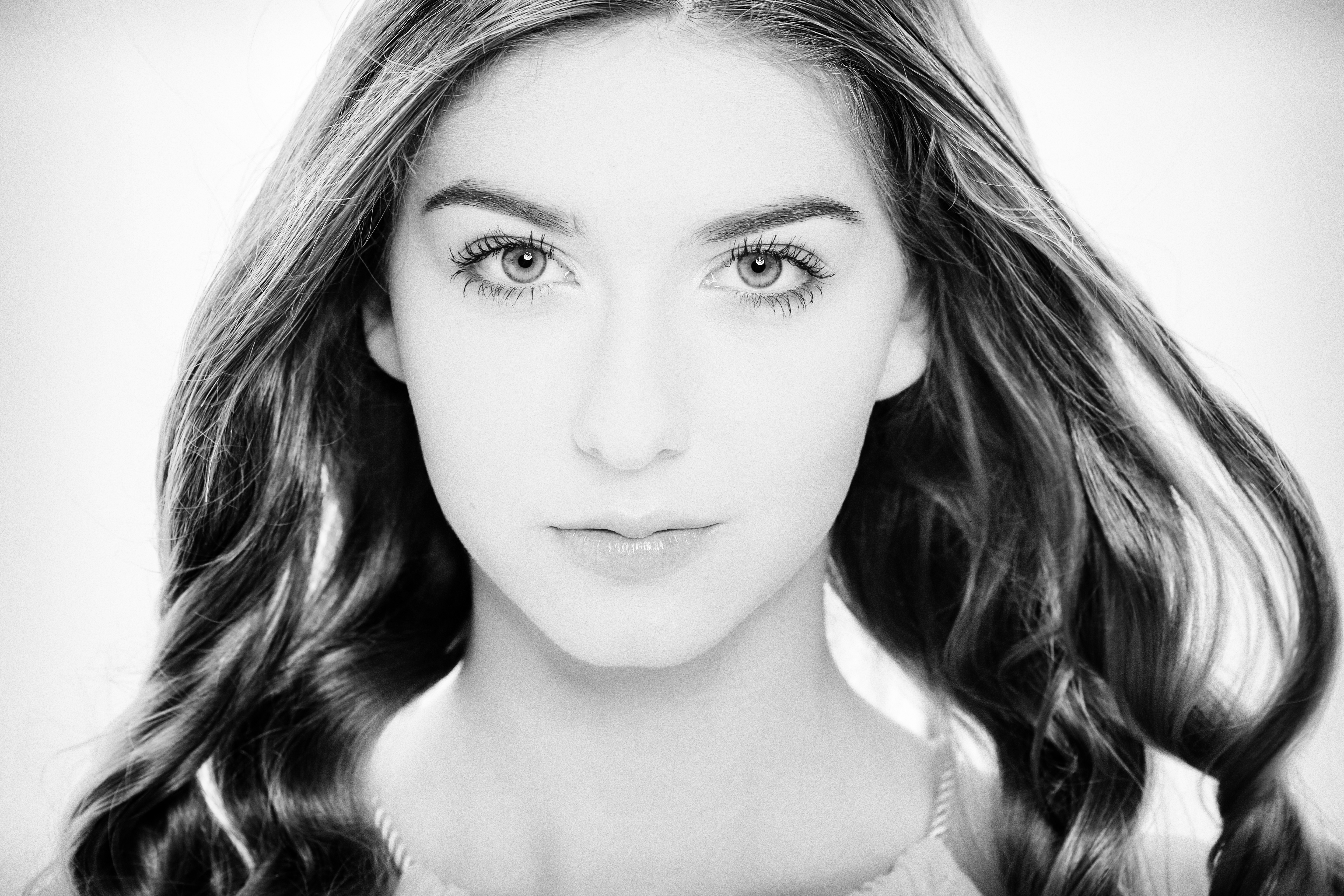
High key

High key (ang. wysoka tonacja) – technika wykonywania fotografii polegająca na dobraniu odpowiednich tematów o przewadze nienasyconych, jasnych tonów. W tej technice skala zaczernień pozytywu jest ograniczona do minimum – w zasadzie unika się czarnych płaszczyzn, starając się dobrać jak najwięcej jasnych plam. Do wywoływania zdjęć używa się papieru normalnego lub specjalnego.
Technikę tę stosuje się przede wszystkim wobec fotografii przedmiotów jasnych, np. osób jasnej karnacji, bielizny, białych kwiatów lub przy zamiarach podkreślenia delikatności przedmiotu, spokoju chwili fotografowania. Przy jej użyciu mogą jednak być obrazowane również krajobrazy i architektura. Ważnym w tej technice jest dobranie oświetlenia i czasu ekspozycji, tak by tło było jasne, przedmiot od niego oddalony na tyle, by cienie były niewidoczne dla aparatu. Oświetlenie powinno być mocne, a zarazem jak najbardziej rozproszone – najlepiej skierowane w zupełnie przeciwną stronę niż obiekt fotografowany. Negatyw powinien mieć dużą gęstość optyczną i zostać obficie naświetlony – niemal do granic prześwietlenia.